# 伏見車站 (愛知縣)
伏見車站（日语：／ Fushimi eki */?）是位在愛知縣名古屋市中區錦二丁目。為名古屋市營地下鐵的車站之一。
本站並非單只為了讓鶴舞線可以轉乘到名古屋站或是榮站而已，車站附近有許多文化藝術施設、以及扮演著商務辦公區域主要交通手段之一。而本站是鶴舞線與東山線唯一的轉乘站。2000年入選中部車站百選（第二回）。

## 可利用之鐵路路線
- 名古屋市營地下鐵
  - 東山線 - 車站編號為H09。
  - 鶴舞線 - 車站編號為T07。

## 結構
東山線與鶴舞線兩路線，皆為2面2線側式月台之地下車站。
兩路線因皆為對面式月台，因此在使用本站時，要留意各手扶梯與階梯所標示之目的地後再行前往，以避免搭錯列車。
另外，在東剪票口的開放時間為7點30分到20點30分，當星期天或是日本國定假日等皆不開放。

### 月台配置
| 月台 | 路線   | 目的地                   |
| ---- | ------ | ------------------------ |
| 1    | 東山線 | 榮、東山公園、藤丘方向   |
| 2    | 東山線 | 名古屋、高畑方向         |
| 3    | 鶴舞線 | 八事、赤池、豐田市方向   |
| 4    | 鶴舞線 | 淨心、上小田井、犬山方向 |

## 使用情況
| 年度               | 東山線上車人次（人/日） | 鶴舞線上車人次（人/日） | 上車人次合計（人/日） |
| ------------------ | ----------------------- | ----------------------- | --------------------- |
| 2004年（平成16年） | 30,216                  | 12,644                  | 42,860                |
| 2005年（平成17年） | 29,515                  | 12,676                  | 42,191                |
| 2006年（平成18年） | 29,340                  | 13,537                  | 42,877                |
| 2007年（平成19年） | 29,367                  | 12,962                  | 42,329                |
| 2008年（平成20年） | 29,485                  | 13,099                  | 42,584                |
| 2009年（平成21年） | 28,841                  | 13,043                  | 41,884                |
| 2010年（平成22年） | 27,285                  | 12,259                  | 39,544                |
| 2011年（平成23年） | 28,724                  | 11,484                  | 40,208                |
| 2012年（平成24年） | 29,019                  | 11,754                  | 40,773                |
| 2013年（平成25年） | 29,882                  | 12,311                  | 42,193                |
| 2014年（平成26年） | 30,288                  | 12,434                  | 42,722                |
| 2015年（平成27年） | 31,327                  | 13,230                  | 44,557                |
| 2016年（平成28年） | 31,925                  | 13,775                  | 45,700                |
| 2017年（平成29年） | 31,853                  | 13,793                  | 45,646                |
| 2018年（平成30年） | 33,964                  | 14,484                  | 48,448                |

## 周邊
- 名古屋InterCity
- 日本銀行名古屋分行
- 白川公園
  - 名古屋市科學館
  - 名古屋市美術館
- 名古屋市中消防署
- 名古屋市中體育中心
- 電氣文化會館
  - 電氣科學館
- 御園座會館
  - 御園座
  - 御園座演劇圖書館
- 新名古屋音樂劇場
- 三井住友海上白川演奏廳
- 名古屋商工會議所
- 伏見地下街（長者町地下街纖維街）
- 下園公園
- 三菱東京UFJ銀行名古屋營業部・名古屋中央分行
- 三井住友銀行名古屋分行
- 橫濱銀行名古屋分行
- 靜岡銀行名古屋分行
- 讀賣新聞中部分公司
- 名古屋朝日會館
  - 朝日新聞名古屋總公司
  - 希爾頓大飯店名古屋
- 名古屋觀光大飯店
- 名古屋皇冠大飯店
- Richmond大飯店 名古屋納屋橋
- 名古屋山葉大樓
- 中日本高速道路總公司
- 川崎設備工業總公司
- 名古屋市立榮小學
- 名古屋市立御園小學
- 名古屋商科大學研究所

## 相鄰車站
名古屋市營地下鐵
 東山線
名古屋（H08）－伏見（H09）－榮（H10）
 鶴舞線
丸之內（T06）－伏見（T07）－大須觀音（T08）

## 外部連結
- 伏見 - 名古屋市交通局（日語）

35°10′09″N 136°53′51″E / 35.169260°N 136.897418°E